# 終わらないツアー-フラワーカンパニーズ結成20周年とその後-
「終わらないツアー-フラワーカンパニーズ結成20周年とその後-」（おわらないツアー-フラワーカンパニーズけっせいにじゅっしゅうねんとそのご）は、フラワーカンパニーズ初のドキュメンタリー映画。
本作は彼らの楽曲を映画主題歌に使用したこともある榊英雄によって手掛けられた130分にもわたる長編で、ライブツアーの裏側を数多くの楽曲や貴重な映像で綴っている。特典映像を含む。

## 特典映像
1. 馬鹿の最高
2009.10.17 at 日比谷野外大音楽堂
2. 脳内百景
2009.10.17 at 日比谷野外大音楽堂
3. 永遠の田舎者
2009.10.17 at 日比谷野外大音楽堂
4. 終わらないツアー
2010.12.04 at SHIBUYA-AX